# 안토니 A. 후크마
안토니  A. 후쿠마(Anthony Andrew Hoekema 1913년  ~ 1988년 10월 17)는 미국의 칼빈주의 목사이자 신학자이다. 그는 그랜드 래피즈에 있는 칼빈 신학교(Calvin Theological Seminary)에서 21년 동안 조직신학을 강의했다.

## 생애
그는 1913년 네덜란드 다라크텐(Drachten)이란 마을에서 출생하였고, 10살이 되던 1923년에 미국으로 이민하였다. 네덜란드 이민자들에 의해 세워진 미국의 명문 기독교 사립 대학인 칼빈대학교에서 문학사 학위를(1936년), 그리고 미시간 대학교(University of Michigan)에서 심리학으로 석사학위를(1937년), 그리고 기독개혁교단(Christian Reformed Church)의 교단신학교인 칼빈 신학교(Calvin Theological Seminary)에서 목회학 석사를(1942년), 1944년에 Th.M. 학위를 받았고 프린스턴 신학교(Princeton Theological Seminary)에서 "헤르만 바빙크의 언약신학"이란 제목으로 박사학위를(1953년) 받았다. 그후에 영국 켐브리지 대학교에서 연구를 하였다. 미시간주 그랜드래피츠에 제 12가 교회와, 뉴저지주의 벧엘교회, 다시 미시간주 그랜드래피츠의 알저팍 교회에서 총 13년간 목회를 했다. 그후 26년간 모교인 칼빈신학교에서 교의학 교수로서 개혁신학을 가르쳤다. 1978년에 은퇴하였고, 1993년에 소천했다. 그의 대표적인 저술로는 개혁주의 종말론(The Bible and the Future), 개혁주의 인간론(Created in God's Image), 개혁주의 구원론(Saved by Grace)이 있다. 그 외에 성령세례, 그리스도인의 자아성찰, 4대 이단 종파 등이 있다.

## 신학
후크마는 화란 개혁신학의 전통을 따르고 있다. 구약학자 류호준에 따르면 그의 신학적 경향은 종교개혁자 칼빈의 신학을 토대로 하여 네덜란드의 개혁주의 신학자인 헤르만 바빙크, 베르카우워, 그리고 게할더스 보스의 신학적 전통에 서 있다고 한다. 그의 조직신학의 특성이 있다면 성경신학을 바탕으로한 조직신학을 수립하는 것이라 할 수 있다. 특별히 종말론에 있어서 개혁주의 신학에 뿌리를 두면서 구속사적 관점에서 새로운 형태의 종말론을 발전시키고 있다.

그의 성령론은 기적적인 은사들이 사도시대로 종결되었다고 주장하였으며. 오늘날의 방언은 심리학적으로 유발된 반응이라고 주장하였다.

## 저서
- Five Views on Sanctification ( Stanley N. Gundry Ed, Zondervan, 1987)